# Tambuwal
Tambuwal est une zone de gouvernement local de l'État de Sokoto au Nigeria,.
Elle est située au nord-ouest du pays, près de la rivière Sokoto - un affluent du fleuve Niger - et de la frontière avec le Niger.
Elle a une superficie de 1717 km2 et une population de 224 931 habitants au recensement de 2006.

## Source
- (en) Cet article est partiellement ou en totalité issu de l’article de Wikipédia en anglais intitulé « Tambuwal » (voir la liste des auteurs).